# Cherca
La Cherca (in croato: Krka, in italiano anche Tizio (desueto), anticamente anche Titus) è un fiume della Croazia.
Nasce 3,5 km a nordest di Tenin (Knin) nelle Alpi Dinariche e sfocia nell'Adriatico vicino a Sebenico dopo un corso di 73 km, che ne fanno uno dei più lunghi fiumi della Dalmazia (seppur il ventiduesimo su scala nazionale).
Negli ultimi 23,5 km del suo corso le acque del fiume si fanno salmastre. Nella parte alta del suo corso la Cherca è invece contraddistinta da cascate, che ne hanno determinato la fortuna come meta turistica e zona protetta (parco nazionale della Cherca).